# جون مكينتوش
جون مكينتوش هو سياسي كندي، ولد في 27 أكتوبر 1841، وتوفي في 12 يوليو 1904 في شيربروك في كندا. حزبياً، نشط في حزب كندا المحافظ. وقد انتخب عضو الجمعية الوطنية في كيبك ‏ وانتخب عضو مجلس العموم الكندي.